# Bastahe
Bastahe este un sat din comuna Berane, Muntenegru. Conform datelor de la recensământul din 2003, localitatea are 70 de locuitori (la recensământul din 1991 erau 77 de locuitori).

## Demografie
În satul Bastahe locuiesc 55 de persoane adulte, iar vârsta medie a populației este de 38,1 de ani (35,1 la bărbați și 42,2 la femei). În localitate sunt 22 de gospodării, iar numărul mediu de membri în gospodărie este de 3,18.
Populația localității este foarte eterogenă.
|  |

| Demografie | Demografie | Demografie |
| An         | Locuitori  | Locuitori  |
| ---------- | ---------- | ---------- |
|            |            |            |
|            |            |            |
|            |            |            |
|            |            |            |
| 1948       | 158        |            |
| 1953       | 167        |            |
| 1961       | 149        |            |
| 1971       | 200        |            |
| 1981       | 119        |            |
| 1991       | 77         | 73         |
| 2003       | 70         | 70         |

| \| Componența etnică conform recensământului din 2003[2] \| Componența etnică conform recensământului din 2003[2] \| Componența etnică conform recensământului din 2003[2] \| Componența etnică conform recensământului din 2003[2] \| Componența etnică conform recensământului din 2003[2] \| \| ----------------------------------------------------- \| ----------------------------------------------------- \| ----------------------------------------------------- \| ----------------------------------------------------- \| ----------------------------------------------------- \| \| \| \| \| \| \| \| Muntenegreni \| Muntenegreni \| \| 35 \| 50% \| \| Sârbi \| Sârbi \| \| 35 \| 50% \| \| necunoscută \| necunoscută \| \| 0 \| 0% \| |              |  |    |     |
| Componența etnică conform recensământului din 2003 |              |  |    |     |
| |              |  |    |     |
| Muntenegreni | Muntenegreni |  | 35 | 50% |
| Sârbi | Sârbi        |  | 35 | 50% |
| necunoscută | necunoscută  |  | 0  | 0%  |